# Utah kormányzóinak listája
Ez a lista az Amerikai Egyesült Államok Utah államának kormányzóit sorolja föl. A mai Utah területét évezredekkel az első európai felfedezők érkezése előtt ősi pueblo és fremont törzsek lakták, akik helyhez kötött életet éltek. Ezek a 15. században eltűntek e vidékről. Egy másik törzs a navahó volt, ami a 18. század környékén jelent meg ezen a területen. A 18. század közepén öt másik törzs is megjelent, köztük a sosonok és az ute indiánok. 1846-ban a Mexikói-amerikai háború során az Egyesült Államok megszerezte Új-Mexikó és Kalifornia területeit. Az első telepesek érkezése idején, 1847-ben Utah mexikói terület volt. 1848-ban az egész délnyugat az Egyesült Államok része lett. Utah telepesei egy ambiciózus terv részeként állami státuszért folyamodtak, melynek célja Deseret Állam megalapítása volt.
Az 1850-ben létrejött új terület, amely a Utah Terület (Utah Territory) nevet kapta, jóval kisebb méretű lett, mint a javasolt Deseret Állam, azonban még így is nagyobb, mint Utah állam mai területe, és magában foglalta a mai Nevada egészét, valamint Wyoming és Colorado egyes részeit. 1856-ban Salt Lake City lett a főváros az addigi Fillmore helyett. Az 1870-es és 1880-as években a poligámiát büntető törvényeket fogadtak el. A Mormon Egyház 1890-es kiáltványában végül betiltotta a poligámiát. Ez lehetővé tette, hogy Utah állammá váljon, ugyanis az állammá válás egyik feltétele, hogy a poligámia tilalma az állam alkotmányában szerepeljen. 1896 január 4-én hivatalosan megalakult Utah állam.
A kormányzót négy évre választják.
Jelenleg a 18. kormányzó, a Republikánus Párthoz tartozó Spencer Cox tölti be a tisztséget 2021. január 4. óta. A kormányzóhelyettes a szintén republikánus Deidre Henderson.

## Párthovatartozás
| Párt | Párt         | Kormányzók |
| ---- | ------------ | ---------- |
|      | Republikánus | 12         |
|      | Demokrata    | 6          |

## Utah terület kormányzói
| Kép                                                             | Kormányzó           | Hivatali idő kezdete | Hivatali idő vége  | Hivatalban lévő elnök |
| --------------------------------------------------------------- | ------------------- | -------------------- | ------------------ | --------------------- |
| Portrait of a well-dressed nineteenth-century man, sitting.     | Brigham Young       | 1851. február 3.     | 1858. április 12.  | Millard Fillmore      |
| Portrait of a well-dressed nineteenth-century man, sitting.     | Brigham Young       | 1851. február 3.     | 1858. április 12.  | Franklin Pierce       |
| Upper-body portrait of a mid-nineteenth-century man in a suit.  | Alfred Cumming      | 1858. április 12.    | 1861. május 17.    | James Buchanan        |
| Upper-body portrait of a mid-nineteenth-century man in a suit.  | John W. Dawson      | 1861. december 7.    | 1861. december 31. | Abraham Lincoln       |
| Upper-body portrait of a mid-nineteenth-century man in a suit.  | Stephen S. Harding  | 1862. július 7.      | 1863. június 11.   | Abraham Lincoln       |
| Upper-body portrait of a mid-nineteenth-century man in a suit.  | James Duane Doty    | 1863. június 22.     | 1865. június 13.   | Abraham Lincoln       |
| Upper-body portrait of a mid-nineteenth-century man in a suit.  | Charles Durkee      | 1865. szeptember 30. | 1869. január 9.    | Andrew Johnson        |
| Upper-body portrait of a mid-nineteenth-century man in a suit.  | John Shaffer        | 1870. március 20.    | 1870. október 31.  | Ulysses S. Grant      |
| Upper-body portrait of a mid-nineteenth-century man in a suit.  | Vernon H. Vaughan   | 1870. október 31.    | 1871. február 1.   | Ulysses S. Grant      |
| Upper-body portrait of a mid-nineteenth-century man in a suit.  | George Lemuel Woods | 1871. március 10.    | 1874. október 13.  | Ulysses S. Grant      |
| Upper-body portrait of a late-nineteenth-century man in a suit. | Samuel Beach Axtell | 1875. február 2.     | 1875. június 8.    | Ulysses S. Grant      |
| Upper-body portrait of a late-nineteenth-century man in a suit. | George W. Emery     | 1875. július 3.      | 1880. január 25.   | Ulysses S. Grant      |
| Upper-body portrait of a late-nineteenth-century man in a suit. | Eli Houston Murray  | 1880. február 28.    | 1886. március 16.  | Rutherford B. Hayes   |
| Upper-body portrait of a late-nineteenth-century man in a suit. | Eli Houston Murray  | 1880. február 28.    | 1886. március 16.  | Chester A. Arthur     |
| Upper-body portrait of a late-nineteenth-century man in a suit. | Caleb Walton West   | 1886. május 12.      | 1889. május 6.     | Grover Cleveland      |
| Upper-body portrait of a late-nineteenth-century man in a suit. | Arthur Lloyd Thomas | 1889. május 6.       | 1893. május 9.     | Benjamin Harrison     |
| Upper-body portrait of a late-nineteenth-century man in a suit. | Caleb Walton West   | 1893. május 9.       | 1896. január 4.    | Grover Cleveland      |

## Utah szövetségi állam kormányzói
| Utah kormányzóinak listája       | Utah kormányzóinak listája       | Utah kormányzóinak listája       | Utah kormányzóinak listája            | Utah kormányzóinak listája                        | Utah kormányzóinak listája             | Utah kormányzóinak listája                                                                                        | Utah kormányzóinak listája       | Utah kormányzóinak listája       |
| Demokrata Párt Republikánus Párt | Demokrata Párt Republikánus Párt | Demokrata Párt Republikánus Párt | Demokrata Párt Republikánus Párt      | Demokrata Párt Republikánus Párt                  | Demokrata Párt Republikánus Párt       | Demokrata Párt Republikánus Párt                                                                                  | Demokrata Párt Republikánus Párt | Demokrata Párt Republikánus Párt |
| Nr.                              | Kormányzó                        | Kormányzó                        | Hivatali idő                          | Párt                                              | Terminus                               | Egyéb választott (szövetségi) tisztségei                                                                          | Helyettes                        | Helyettes                        |
| -------------------------------- | -------------------------------- | -------------------------------- | ------------------------------------- | ------------------------------------------------- | -------------------------------------- | --- | -------------------------------- | -------------------------------- |
| 1                                |                                  | Heber Manning Wells              | 1896. január 6. – 1905. január 2.     |                                                   | 1                                      | | Nem volt                         | Nem volt                         |
| 1                                | 2                                | Heber Manning Wells              | 1896. január 6. – 1905. január 2.     |                                                   |                                        | | Nem volt                         | Nem volt                         |
| 2                                |                                  | John Christopher Cutler          | 1905. január 2. – 1909. január 4.     |                                                   | 3                                      | | Nem volt                         | Nem volt                         |
| 3                                |                                  | William Spry                     | 1909. január 4. – 1917. január 1.     |                                                   | 4                                      | | Nem volt                         | Nem volt                         |
| 3                                | 5                                | William Spry                     | 1909. január 4. – 1917. január 1.     |                                                   |                                        | | Nem volt                         | Nem volt                         |
| 4                                |                                  | Simon Bamberger                  | 1917. január 1. – 1921. január 3.     |                                                   | 6                                      | | Nem volt                         | Nem volt                         |
| 5                                |                                  | Charles R. Mabey                 | 1921. január 3. – 1925. január 5.     |                                                   | 7                                      | | Nem volt                         | Nem volt                         |
| 6                                |                                  | George Dern                      | 1925. január 5. – 1933. január 2.     |                                                   | 8                                      | Az Egyesült Államok háborús minisztere (1933–1936)                                                                | Nem volt                         | Nem volt                         |
| 6                                | 9                                | George Dern                      | 1925. január 5. – 1933. január 2.     |                                                   |                                        | Az Egyesült Államok háborús minisztere (1933–1936)                                                                | Nem volt                         | Nem volt                         |
| 7                                |                                  | Henry H. Blood                   | 1933. január 2. – 1941. január 6.     |                                                   | 10                                     | | Nem volt                         | Nem volt                         |
| 7                                | 11                               | Henry H. Blood                   | 1933. január 2. – 1941. január 6.     |                                                   |                                        | | Nem volt                         | Nem volt                         |
| 8                                |                                  | Herbert B. Maw                   | 1941. január 6. – 1949. január 3.     |                                                   | 12                                     | | Nem volt                         | Nem volt                         |
| 8                                | 13                               | Herbert B. Maw                   | 1941. január 6. – 1949. január 3.     |                                                   |                                        | | Nem volt                         | Nem volt                         |
| 9                                |                                  | J. Bracken Lee                   | 1949. január 3. – 1957. január 7.     |                                                   | 14                                     | | Nem volt                         | Nem volt                         |
| 9                                | 15                               | J. Bracken Lee                   | 1949. január 3. – 1957. január 7.     |                                                   |                                        | | Nem volt                         | Nem volt                         |
| 10                               |                                  | George Dewey Clyde               | 1957. január 7. – 1965. január 4.     |                                                   | 16                                     | | Nem volt                         | Nem volt                         |
| 10                               | 17                               | George Dewey Clyde               | 1957. január 7. – 1965. január 4.     |                                                   |                                        | | Nem volt                         | Nem volt                         |
| 11                               |                                  | Calvin L. Rampton                | 1965. január 4. – 1977. január 3.     |                                                   | 18                                     | | Nem volt                         | Nem volt                         |
| 11                               | 19                               | Calvin L. Rampton                | 1965. január 4. – 1977. január 3.     |                                                   |                                        | | Nem volt                         | Nem volt                         |
| 11                               | 20                               | Calvin L. Rampton                | 1965. január 4. – 1977. január 3.     | Clyde L. Miller                                   |                                        | |                                  |                                  |
| 12                               |                                  | Scott M. Matheson                | 1977. január 3. – 1985. január 7.     |                                                   | 21                                     | | David Smith Monson               |                                  |
| 12                               | 22                               | Scott M. Matheson                | 1977. január 3. – 1985. január 7.     |                                                   |                                        | | David Smith Monson               |                                  |
| 13                               |                                  | Norman H. Bangerter              | 1985. január 7. – 1993. január 4.     |                                                   | 23                                     | | W. Val Oveson                    |                                  |
| 13                               | 24                               | Norman H. Bangerter              | 1985. január 7. – 1993. január 4.     |                                                   |                                        | | W. Val Oveson                    |                                  |
| 14                               |                                  | Mike Leavitt                     | 1993. január 4. – 2003. november 5.   |                                                   | 25                                     | Az Amerikai Környezetvédelmi Ügynökség elnöke (2003–2005) Az Egyesült Államok egészségügyi minisztere (2005–2009) | Olene Walker                     |                                  |
| 14                               | 26                               | Mike Leavitt                     | 1993. január 4. – 2003. november 5.   |                                                   |                                        | Az Amerikai Környezetvédelmi Ügynökség elnöke (2003–2005) Az Egyesült Államok egészségügyi minisztere (2005–2009) | Olene Walker                     |                                  |
| 14                               | 27                               | Mike Leavitt                     | 1993. január 4. – 2003. november 5.   |                                                   |                                        | Az Amerikai Környezetvédelmi Ügynökség elnöke (2003–2005) Az Egyesült Államok egészségügyi minisztere (2005–2009) | Olene Walker                     |                                  |
| 15                               |                                  | Olene Walker                     | 2003. november 5. – 2005. január 3.   |                                                   |                                        | Gayle McKeachnie                                                                                                  |                                  |                                  |
| 16                               |                                  | Jon Huntsman, Jr.                | 2005. január 3. – 2009. augusztus 11. |                                                   | 28                                     | Az Egyesült Államok nagykövete Szingapúrban (1992–1993) Az Egyesült Államok nagykövete Kínában (2009–2011)        | Gary Herbert                     |                                  |
| 16                               | 29                               | Jon Huntsman, Jr.                | 2005. január 3. – 2009. augusztus 11. |                                                   |                                        | Az Egyesült Államok nagykövete Szingapúrban (1992–1993) Az Egyesült Államok nagykövete Kínában (2009–2011)        | Gary Herbert                     |                                  |
| 17                               |                                  | Gary Herbert                     | 2009. augusztus 11. – 2021. január 4. |                                                   | Utah helyettes kormányzója (2005–2009) | Greg Bell (2009. szeptember 1. – 2013. október 16)                                                                |                                  |                                  |
| 17                               | 30                               | Gary Herbert                     | 2009. augusztus 11. – 2021. január 4. | Spencer Cox (2013. október 16. – 2021. január 4.) | Utah helyettes kormányzója (2005–2009) | |                                  |                                  |
| 17                               | 31                               | Gary Herbert                     | 2009. augusztus 11. – 2021. január 4. | Spencer Cox (2013. október 16. – 2021. január 4.) | Utah helyettes kormányzója (2005–2009) | |                                  |                                  |
| 18                               |                                  | Spencer Cox                      | 2021. január 4. – hivatalban          |                                                   | 32                                     | Utah helyettes kormányzója (2013–2021)                                                                            | Deidre Henderson                 |                                  |